# 瓦夫尔地区弗雷讷
瓦夫尔地区弗雷讷（法語：Fresnes-en-Woëvre，法語發音：[fʁɛn ɑ̃ wavʁ]）是法国默兹省的一个市镇，位于该省东部，属于凡尔登区。

## 地名
该地名“Fresnes-en-Woëvre”中“Woëvre”为一地区名，通行发音为[wavʁ]，应译“瓦夫尔”。《世界地名译名词典》将该地名“Fresnes-en-Woëvre”纯音译，但却误译作“弗雷讷昂沃埃夫尔”。

## 地理
瓦夫尔地区弗雷讷（49°5'47"N, 5°37'54"E）面积9.08 平方千米，位于法国大東部大區默兹省，该省份为法国西北部内陆省份，北与比利时接壤，西接马恩省和阿登省，南至上马恩省和孚日省，东临默尔特-摩泽尔省。
与瓦夫尔地区弗雷讷接壤的市镇（或旧市镇、城区）包括：邦泽、马讷勒、潘特维尔、里亚维尔、索莱尚普隆、特雷索沃、瓦夫尔城。
瓦夫尔地区弗雷讷的时区为UTC+01:00、UTC+02:00（夏令时）。

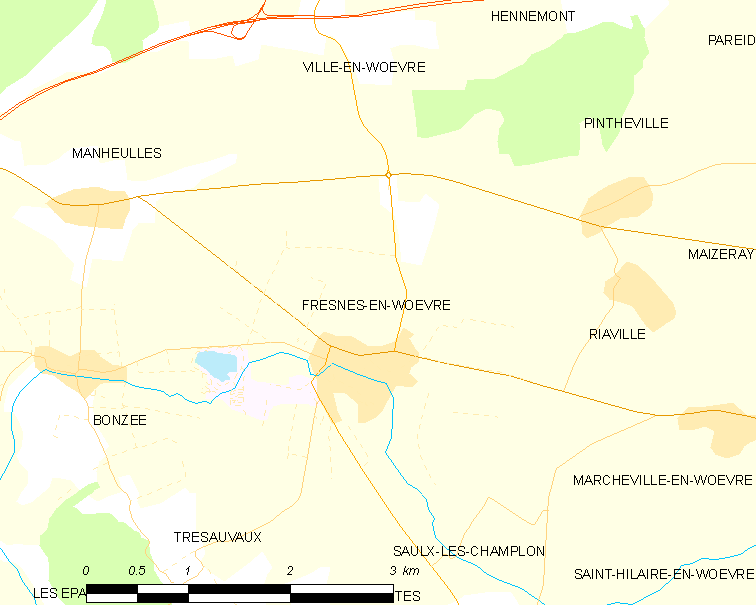
瓦夫尔地区弗雷讷的OSM定位图

## 行政
瓦夫尔地区弗雷讷的邮政编码为55160，INSEE市镇编码为55198。

## 政治
瓦夫尔地区弗雷讷所属的省级选区为埃坦县。

## 人口

1962-2008年间瓦夫尔地区弗雷讷人口变化图示

瓦夫尔地区弗雷讷于2022年1月1日时的人口数量为668人。